# Butenolide

2(5H)-Furanon

2(3H)-Furanon

3(2H)-Furanon

Butenolide (auch Furanone genannt) sind eine Stoffgruppe der organischen Chemie und eine Untergruppe der ungesättigten Lactone. Verbindungen dieses Typs werden auch als Crotonolactone bezeichnet, basierend auf dem Ausgangsstoff Crotonsäure.

## Geschichte
Der Begriff „Butenolide“, welcher Buteno- oder Crotonolactone beschreibt, wurde im Jahr 1898 von T. Klobb eingeführt. Die Nomenklatur der Butenolide wurde lange Zeit auf das Crotonlacton System zurückgeführt. Später wurde von Chemical Abstracts das Furanon System zur Benennung dieser Verbindungsklasse festgelegt.

## Einteilung
Butenolide unterscheiden sich in der Stellung der Carbonylgruppe im Furanring. Deshalb werden sie in die drei Untergruppen der Δβ,γ-butenolide bzw. 2(3H)-Furanone bzw. α-Crotonolactone, Δα,β-Butenolide bzw. 2(5H)-Furanone bzw. γ-Crotonolactone und 3(2H)-Furanone eingeteilt. Oft werden 2(5H)-Furanone (die eine Dihydrofuran-2-on-Gruppe enthalten) verkürzt als Butenolide bezeichnet. Der Grundkörper ist das 2-Buten-4-olid.
Generell sind dabei die 2(5H)-Furanone thermodynamisch stabiler als deren 2(3H)-Furanon Tautomere.

## Vorkommen
Furanone kommen in der Natur häufig vor, insbesondere in Pflanzen und Meeresorganismen, wo sie verschiedene biologische Funktionen erfüllen. So sind sie beispielsweise häufig für den charakteristischen Geschmack und das Aroma bestimmter Früchte wie Erdbeeren, Ananas und Tomaten verantwortlich. Ihr Geruch reicht von fruchtig-süß bis karamellartig-röstig oder nach Würze. Furanone sind wichtige Aromastoffe in zahlreichen Lebensmitteln und entstehen durch Abbau von Kohlenhydraten (wie der Maillard-Reaktion) und Pflanzenmaterial. Auch im Röstkaffee zählen Furanone zu den Schlüsselaromastoffen.

## Beispiele für Butenolide
Die bekanntesten Butenolide sind Ascorbinsäure und Cardenolide, die aus Pflanzen stammen. Andere sind z. B. Variegatsäure und weitere Pigmente von Ständerpilzen, Patulin, Penicillsäure, Tetronsäuren, die bei Pilzen und Flechten vorkommen sowie Pigmente (Monascorubrin, Rubropunctatin) aus Monascus-Arten. Für die Verbindungen sind eine Vielzahl an Synthesen bekannt.

## Gewinnung und Darstellung
Es sind verschiedene Syntheseverfahren für Butenolide bekannt. So können zum Beispiel allylische Cyclopropencarboxylate durch Ringerweiterungsreaktionen zu 2-Allyloxyfuran-Zwischenprodukten umgesetzt werden, die anschließend durch Claisen-Umlagerung zu Δβ,γ-Butenoliden oder durch weitere Cope-Umlagerung zu den entsprechenden Δα,β-Butenoliden umgelagert werden können.

## Verwendung
Furanone werden wegen ihrer angenehmen Aromen häufig als Geschmacksstoffe verwendet. können auch Nebenprodukte des Abbaus von Lebensmitteln  sein. So wird beispielsweise Furaneol in Parfüms und Lebensmittelaromen verwendet, um eine süße, fruchtige Note zu verleihen.
Furanone sind auch wichtige Zwischenprodukte in der organischen Synthese. Sie sind an verschiedenen chemischen Reaktionen beteiligt, z. B. an Diels-Alder-Reaktionen, und sind Bausteine für die Synthese komplexerer Moleküle.

## Externe Links zu erwähnten Verbindungen
1. ↑  Externe Identifikatoren von bzw. Datenbank-Links zu 2(3H)-Furanon:  CAS-Nr.: 20825-71-2, PubChem: 140765, ChemSpider: 124157, Wikidata: Q27117381.
2. ↑  Externe Identifikatoren von bzw. Datenbank-Links zu 3(2H)-Furanon:  CAS-Nr.: 3511-31-7, PubChem: 578992, Wikidata: Q82936628.
3. ↑  Externe Identifikatoren von bzw. Datenbank-Links zu Variegatsäure:  CAS-Nr.: 20988-30-1, PubChem: 101967051, Wikidata: Q15427950.
4. ↑  Externe Identifikatoren von bzw. Datenbank-Links zu Monascorubrin:  CAS-Nr.: 13283-90-4, PubChem: 12118084, ChemSpider: 25046481, Wikidata: Q27286726.
5. ↑  Externe Identifikatoren von bzw. Datenbank-Links zu Rubropunctatin:  CAS-Nr.: 514-67-0, PubChem: 6452445, ChemSpider: 4954878, Wikidata: Q104389777.